# Vlasta Průchová

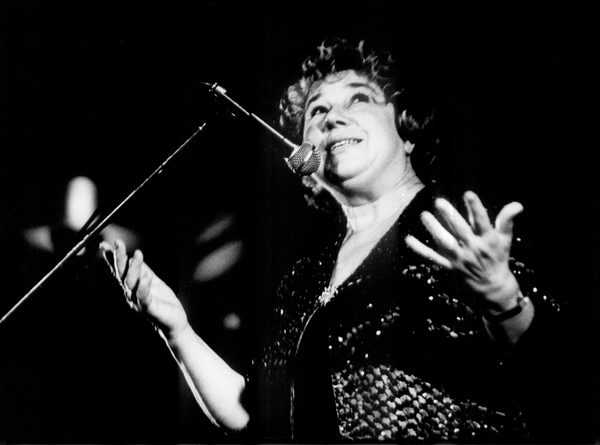
Vlasta Průchová in Prag (1985)

Vlasta Průchová [ˈvlasta ˈpruːxovaː] (* 12. Juli 1926 in Ružomberok, Tschechoslowakei (heute Slowakei); † 16. Juni 2006 in Prag) war eine tschechische Jazzsängerin. Ihr Stil reichte von Swing bis Bebop und bezog tschechische Folklore mit ein.

## Karriere
Průchová galt als Erste Dame und Pionierin der tschechischen Jazzmusik. Ihre Karriere, die im Prager Jazzclub Pygmalion in den 1940er Jahren begann, dauerte mehr als ein halbes Jahrhundert. Sie trat mit bekannten Orchestern und Musikern auf, zum Beispiel mit den Orchestern von Karel Krautgartner, Karel Vlach oder Ferdinand Havlík oder der Gruppe Rytmus 47 aus dem Pygmalion. Sehr erfolgreich waren auch ihre Duette mit Karel Gott, Milan Chladil oder Karel Hála.
Mit dem Titel "Docela všední obyčejný den o půl šesté ..." ("Ein ganz normaler, gewöhnlicher Tag um halb sechs") gewann Vlasta Průchova 1957 einen Fernsehwettbewerb.
Nachdem  ihr Sohn Jan Hammer nach dem Prager Frühling im Jahre 1968 aus der Tschechoslowakei emigrierte, konnte sie zwar noch auftreten, aber für zwanzig Jahre keine Aufnahmen machen. Zu dieser Zeit musste sie sich neue Bands bilden oder suchen und es begann ihre Zusammenarbeit mit jungen Musikern wie Emil Viklický und Zdeněk Zdeněk. Erst nach der Samtenen Revolution im Jahre 1989 sang sie wieder ihre Jazzsongs.
Sie war verheiratet mit dem Kardiologen und Jazzmusiker Jan Hammer. Ihr Sohn, Jan Hammer jr., ist ein Jazz-Pianist und -Keyboarder, der inzwischen vor allem Filmmusiken schafft.

## Diskografie
- Emil Viklický, Just an Ordinary Day, 1999
- Tonight, arta Records, 1992 (Vlasta Průchová - voc, Swinging Quintet: František Kop - ts, Zdeněk Zdeněk - p, Peter Binder - g, Vít Fiala - b, Vladimír Žižka - dr)